# Pittelo
Pittelo is een woonwijk in de Drentse plaats Assen. De wijk ligt in het noordwestelijke gedeelte van de stad, ten zuiden van rijksweg 28.

## Geschiedenis
De naam Pittelo is net als de naam 'Peelo' afgeleid van de naam Pithelo. De naam Pittelo heeft als betekenis: bos in het moeras, aangezien lo bos betekent en Pith slaat op moeras. Of er ook werkelijk moerasbos heeft gestaan wordt nog altijd aan getwijfeld.
De woonwijk Pittelo kwam pas in 1964 op het bouwplan. Volgens het plan moesten er 12.000 huizen komen, waarin 75 000 mensen zouden worden gehuisvest. De meeste huizen werden gebouwd tussen 1970 en 1975.

Pittelo-Noord
Pittelo-Midden
Pittelo-Zuid